# Caustogryllacris palabuana
Caustogryllacris palabuana är en insektsart som först beskrevs av Heinrich Hugo Karny 1924.  Caustogryllacris palabuana ingår i släktet Caustogryllacris och familjen Gryllacrididae. Inga underarter finns listade i Catalogue of Life.